# 祁志英
祁志英（1916年—2013年），籍貫瀋陽，天主教聖母聖心修女會修女、醫生，在臺灣創立天主教曉明女子高級中學、惠華醫院等學校、醫院，為第五屆醫療奉獻獎得主。

## 生平
祁志英籍貫瀋陽，1916年生，從小讀教會學校，營口縣立女子師範學校畢業後當過一年的小學老師，後加入天主教聖母聖心修女會，由於母親和姨母皆為醫生，在教會安排和興趣驅使下，她遠赴日本就讀帝國女子醫學專門學校（今東邦大學）。
日本習醫回國，祁志英擔任瀋陽惠華醫院院長。1948年，瀋陽局勢頹危，俄國人趁火打劫，兵禍、飢荒、瘟疫，眾人連忙逃難。她接獲教會指令，帶領修女們分三批撤離，分別由天津、青島、上海、北平等地到臺灣會合，第一批是9月從瀋陽出發，最後一批是次年5月抵達基隆港。
祁志英帶領的聖母聖心會，在臺灣的會務大抵分為三大領域：醫療、牧靈、教育。
由於祁志英有在中國大陸有開設醫院和經營南京慈愛育幼院的經驗，便向國外教會募款，先在高雄成立惠華診所，同年底又在台中市再辦惠華醫院，對窮人家不但不收醫藥費，還贈送他們營養品。與祁志英一同來臺灣、在惠華服務數十年的夏振英修女回憶，祁院長對病人好得沒話說，當年惠華醫院為當時台中人心目中婦產科醫院的翹楚，每個月光生產的人數即達兩百人，祁院長不論院務再繁忙，一定早晚巡視病房，常緊握住病人雙手，為他們祈禱，並為熟睡的病人輕輕地拾起滑落的被子，即使自己病了，也撐著病體為他們打氣。為幫助當年許多由逃難來的孤兒，她還和其他修女以打毛線衣換取微薄工資。
1951年，祁志英和五名修女在花蓮縣吉安鄉買了兩間房子，其中一間設立天主教眉胞診所（今明德診所），因她曾留日，熟諳日本話，迅速和阿美族人建立親切的情感。經由她的治療和正確用藥，原住民病情迅速改善，甚至用奔相走告她是阿美族的救星。接著，她將診所旁的另一間房作為收養原住民兒童的幼稚園，她認為惟有教育水準提升，山地生活和衛生情況才可能改善。
1961年，西德教友盧克博士透過比利時的栗鵬舉神父，表搭願協助修女們以舊郵票、有中文或中國畫的小書籤方式寄給西德天主教學生組織會員作創立女子中學的義賣。於是全院修女家分工打字、油印、折信、繪製書籤、收集舊郵票，兩年內共寄出一萬五千一百四十五封信。西德人士的善款，加上羅馬教廷、巴黎聖嬰會的撥款支援，讓祁志英1962年購得位於台中市大雅路旁一塊稻田成立天主教曉明女子高級中學，於次年7月獲准招收初中兩班一百二十六位新生。
1961年初，祁志英再赴澎湖馬公開辦天主教瑪利診所（今惠民醫院）和福華幼稚園，在臺北縣石碇鄉辦石碇診所、石碇幼稚園，並在基隆、中縣大甲、嘉義朴子、中市水南、雲林土庫等地，共創辦六家醫療院所及十六所幼稚園、托兒所。在她帶領下，天主教聖母聖心修女會修女們足跡踏遍全臺灣，建立醫療院所、學校、托兒所等二十四個服務據點，甚至遠赴羅馬、馬來西亞從事華文傳教工作。
1995年3月13日，第五屆醫療奉獻獎名單公布，畢耀遠、趙榮發、富瑞生、呂道南、葉茂霖、祁志英、石仁愛、何谷婷、葛玉霞、瑪喜樂等為獲獎者。
2013年，祁志英去世，享耆壽九十七歲。